# 187283 Jeffhopkins
187283 Jeffhopkins este un asteroid din centura principală de asteroizi.

## Descriere
187283 Jeffhopkins este un asteroid din centura principală de asteroizi. A fost descoperit pe 3 octombrie 2005 în cadrul proiectului CSS. Asteroidul prezintă o orbită caracterizată de o semiaxă mare de 2,78 ua, o excentricitate de 0,10 și o înclinație de 4,7° în raport cu ecliptica.